# Ji Yun-nam
Ji Yun-nam ((지윤남?, 志尹南?); Pyongyang, 20 novembre 1976) è un ex calciatore nordcoreano.
Il 15 giugno 2010 segna il primo ed unico gol della sua squadra nel campionato del mondo 2010: a Johannesburg, nella partita persa 2-1 contro il Brasile.